# وونجو دونجبو برومي
وونجو دونجبو برومي (هانغل: 원주 DB 프로미) هو فريق كرة سلة كوري جنوبي للمحترفين تأسس في سنة 1997 يقع مقره في وونجو، غانغوون. ينافس في الدوري الكوري لكرة السلة.

## الإنجازات

### الدوري الكوري لكرة السلة
الفوز (3): 2002–03، 2004–05، 2007–08
الوصافة (5): 2003–04، 2010–11، 2011–12، 2014–15

## أبرز اللاعبين
من أبرز اللاعبين الذين لعبوا معه:
- أوفي ستوري
- جميل واتكينز
- مارك ديفيس
- ماركوين تشاندلر
- روبرتو بيرجيرسين

## وصلات خارجية
- الموقع الرسمي